# 루벤 가예고
루벤 마리넬라레나 가예고(Ruben Marinelarena Gallego, 1979년 11월 20일 ~ )은 미국의 정치인이다.

## 학력
- 하버드 대학교 국제관계학 학사

## 경력
- 미국 육군 예비역 상병
- 2011.01 ~ 2013.01 제50대 애리조나 제16선거구 하원의원
- 2013.01 ~ 2014.03 제51대 애리조나 제27선거구 하원의원
- 2015.01 ~ 2023.01 제114·115·116·117대 미국 애리조나 제7선거구 연방하원의원
- 2023.01 ~ 2025.01 제118대 미국 애리조나 제3선거구 연방하원의원
- 2025.01 ~ 제119~대 미국 애리조나 연방상원의원

## 역대 선거 결과
| 선거명      | 직책명                         | 대수  | 정당   | 득표율 | 득표수      | 결과 | 당락                     |
| ----------- | ------------------------------ | ----- | ------ | ------ | ----------- | ---- | ------------------------ |
| 2010년 선거 | 하원의원 (애리조나 제16선거구) | 50대  | 민주당 | 37.75% | 18,365표    | 2위  | 애리조나 주의원 당선     |
| 2012년 선거 | 하원의원 (애리조나 제27선거구) | 51대  | 민주당 | 39.32% | 27,522표    | 2위  | 애리조나 주의원 당선     |
| 2014년 선거 | 하원의원 (애리조나 제7선거구)  | 114대 | 민주당 | 74.85% | 54,235표    | 1위  | 애리조나주 하원의원 당선 |
| 2016년 선거 | 하원의원 (애리조나 제7선거구)  | 115대 | 민주당 | 75.23% | 119,465표   | 1위  | 애리조나주 하원의원 당선 |
| 2018년 선거 | 하원의원 (애리조나 제7선거구)  | 116대 | 민주당 | 85.61% | 113,043표   | 1위  | 애리조나주 하원의원 당선 |
| 2020년 선거 | 하원의원 (애리조나 제7선거구)  | 117대 | 민주당 | 76.69% | 165,452표   | 1위  | 애리조나주 하원의원 당선 |
| 2022년 선거 | 하원의원 (애리조나 제3선거구)  | 118대 | 민주당 | 76.98% | 108,599표   | 1위  | 애리조나주 하원의원 당선 |
| 2024년 선거 | 상원의원 (애리조나 제1부)      | 119대 | 민주당 | 50.06% | 1,676,335표 | 1위  | 애리조나주 상원의원 당선 |